# Championnat de Trinité-et-Tobago de football 2002
Navigation
Saison précédente Saison suivante
La saison 2002 du Championnat de Trinité-et-Tobago de football est la vingt-neuvième édition de la première division à Trinité-et-Tobago et la quatrième sous le nom de Professional League. Les huit formations de l'élite sont réunies au sein d'une poule unique où elles s'affrontent quatre fois au cours de la saison, deux fois à domicile et deux fois à l'extérieur. La Professional League est un championnat fermé, il n'y a pas de relégation sportive.
C'est San Juan Jabloteh qui remporte la compétition cette saison après avoir terminé en tête du classement final, avec trois points d'avance sur le double tenant du titre, W Connection FC et dix-sept sur Joe Public FC. C'est le tout premier titre de champion de Trinité-et-Tobago de l'histoire du club.
Plusieurs changements ont lieu durant l’intersaison parmi les équipes engagées : 
- la formation de Police FC déclare forfait pour cette saison, tout comme celle de Doc’s Khelwalaas
- à l’inverse, deux nouvelles équipes, créées l'année précédente, font leurs débuts en Professional League. Il s’agit des South Starworld Strikers et des North East Stars.

## Qualifications continentales
Les deux premiers de la Professional League obtiennent leur qualification pour la CFU Club Championship, la coupe des clubs champions de la région Caraïbes.

## Les clubs participants
| - W Connection FC - Defence Force FC - San Juan Jabloteh - Joe Public FC | - South Starworld Strikers - Débuts en Professional League - North East Stars - Débuts en Professional League - Arima Fire - Caledonia AIA |

## Compétition
Le barème de points servant à établir le classement se décompose ainsi :
- Victoire : 3 points
- Match nul : 1 point
- Défaite : 0 point

### Classement
| Rang | Équipe                    | Pts | J  | G  | N  | P  | Bp | Bc | Diff |
| ---- | ------------------------- | --- | -- | -- | -- | -- | -- | -- | ---- |
| 1    | San Juan Jabloteh         | 65  | 28 | 19 | 7  | 2  | 67 | 20 | +47  |
| 2    | W Connection FC'T'C       | 62  | 28 | 19 | 5  | 4  | 68 | 28 | +40  |
| 3    | Joe Public FC             | 48  | 28 | 13 | 9  | 6  | 42 | 32 | +10  |
| 4    | Defence Force FC          | 39  | 28 | 11 | 6  | 11 | 59 | 47 | +12  |
| 5    | Arima Fire                | 34  | 28 | 9  | 7  | 12 | 41 | 44 | -3   |
| 6    | Caledonia AIA             | 25  | 28 | 5  | 10 | 13 | 32 | 53 | -21  |
| 7    | South Starworld StrikersP | 22  | 28 | 4  | 10 | 14 | 40 | 67 | -27  |
| 8    | North East StarsP         | 4   | 14 | 1  | 1  | 12 | 13 | 47 | -34  |

|  | Qualification pour la CFU Club Championship 2003                                                                      |
|  | T : Tenant du titre C : Vainqueur de la Coupe de Trinité-et-Tobago P : Club faisant ses débuts en Professional League |

## Bilan de la saison
| Championnat de Trinité-et-Tobago de football 2002                             |                               |
| Champion                                                                      | San Juan Jabloteh (1er titre) |
| Coupes et trophées                                                            |                               |
| Vainqueur de la Coupe de Trinité-et-Tobago 2002                               | W Connection FC               |
| Qualifications continentales                                                  |                               |
| CFU Club Championship 2003                                                    | San Juan Jabloteh             |
| CFU Club Championship 2003                                                    | W Connection FC               |
| Promotions et relégations                                                     |                               |
| Promus en Professional League                                                 | Aucun                         |
| Relégués en Championnat de Trinité-et-Tobago de football de deuxième division | Aucun                         |